# Kozmológia

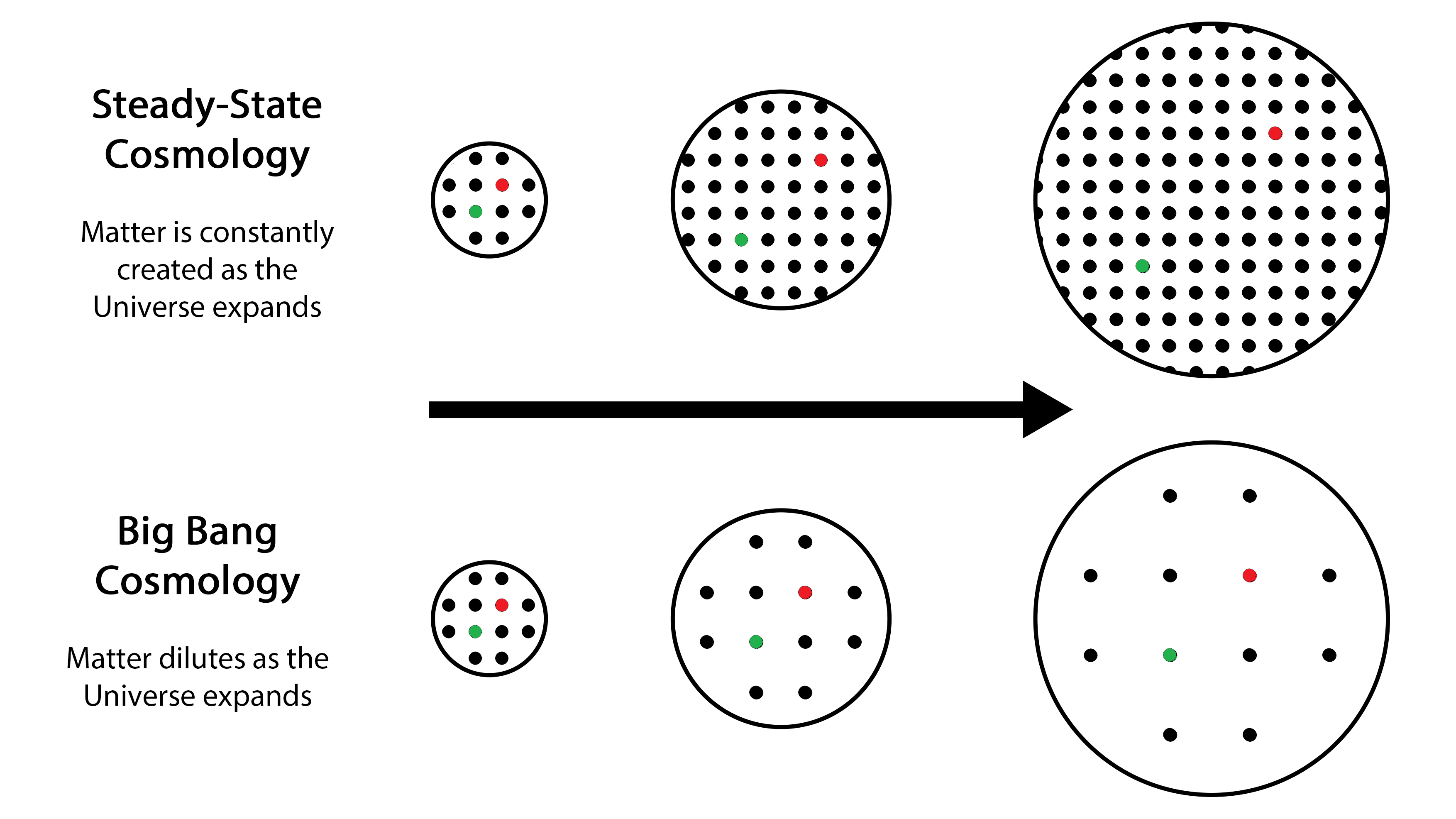
A nagy bumm és az állandó állapot elmélete

A kozmológia a világegyetemmel mint egésszel foglalkozó tudomány, emiatt a fizika és filozófia tudományának is része.  A csillagászatnak az az ága, amely a világegyetem tér- és időbeli szerkezetével, a világmindenség egészének kialakulásával foglalkozik. Ezen belül a hozzá szorosan kapcsolódó kozmogónia az egyes égitestek kialakulására próbál fényt deríteni.
A modern kozmológia kiindulópontjául a természettudományok (csillagászat, fizika) eredményei szolgálnak.
Ez a szócikk csak a fizikai kozmológiát érinti.

## Etimológia
Eredete a κοσμος - világ, univerzum és a λογος - tudomány, tanulmány összetétele. Szokás úgy is értelmezni, hogy a Kozmoszról (=rendezett világról) való értelmes beszéd.

## A standard modell (Ősrobbanás)
A Világegyetem keletkezésére általánosan elfogadott elmélet, a kozmológia standard modellje szerint a Világegyetem egy nagyon sűrű és forró állapotból indult, azóta folyamatosan tágul. A kezdeti folyamatot nevezzük Ősrobbanásnak (angol nyelven Big Bang). A modell megmagyarázza a következő megfigyeléseket:
1. Az elemek gyakorisága:  az ősi nukleoszintézis alatt az ősrobbanás után nem sokkal (10−2 s) az anyag nagyon forró volt, kvarkokból és gluonokból állt, mely a hűlés során protonokká és neutronokká alakult. Az ezt követő 1 másodperc alatt összeálltak a legkönnyebb atommagok (2H,  3He, 4He, 7Li), a 1H atommag máris létezett, hiszen az a proton. Ez a folyamat nagyjából 3 perc alatt véget ért. Az akkor kialakult elemösszetétel megmaradt egészen az első csillagok születéséig.
2. A kozmikus mikrohullámú háttérsugárzást (angolul Cosmic Microwave Background Radiation, CMBR): 1948-ban jósolta meg Ralph Alpher és Robert Hermann. Ez a háttérsugárzás abból az időből származik, amikor a Világegyetem átlátszó lett. Ezelőtt átláthatatlan ionizált anyagból állt. A közvélemény ezt az előrejelzést helytelenül George Gamownak tulajdonítja.[3] Magát a 2,73 K-es hőmérsékleti sugárzást 1964-ben Arno Penzias és Robert Woodrow Wilson mérte meg; jelentőségét Robert Henry Dicke fedezte fel. Inhomogenitását többek között a COBE és a WMAP mérte. Penzias és Wilson 1978-ban, a COBE csapat két vezetője (Mather és Smoot) 2006-ban kapott fizikai Nobel-díjat eredményeiért.
3. A Világegyetem tágulása: Edwin Hubble 1929-ben kimutatta a tágulást a galaxisok színképében mutatkozó vöröseltolódás segítségével. A tágulásból visszaszámolható a Világegyetem kora.

## WMAP adatok
A háttérsugárzást mérő műhold, a WMAP (Wilkinson Microwave Anisotropy Probe) méréseiből néhány kozmológiai mennyiségre a következő értéket kapták [Térkép a mikrohullámú háttérsugárzásról, Meteor évkönyv 2004, 195. old.]:
| a Világegyetem sűrűsége ρ/ρkrit. | 1,02 ± 0,02 1-nél sík Világegyetem                          |
| A sötét energia a teljes sűrűség | 73 ± 4%-a                                                   |
| Hubble-állandó, H                | {\displaystyle 74_{-3}^{+4}} km/s/Mpc                       |
| a háttérsugárzás lecsatolódása   | 380 000 évvel az Ősrobbanás után z=1089±1 vöröseltolódásnál |
| A Világegyetem kora              | 13,82 milliárd év                                           |

A WMAP mérései 2006 végéig folytatódtak, a kozmológiai modelleket ez alapján is ellenőrizték.